# 2064年2月17日日食
2064年2月17日日食为一次在协调世界时2064年2月17日出現的一次日環食。該次日食食分為0.9262，食甚維持時間8分56秒。

## 概述
這次日食的食分是0.9262，環食維持8分56秒。

## 基本參數
- 類型：日環食
- 食最大地點資料：
  - 日期：2064年2月17日
  - 時間：7時0分23秒
  - 地點：7N 70E
  - 食分：0.9262
  - 日環食持續時間：8分56秒

## 外部連結
- NASA未來日食資料（页面存档备份，存于）
- 可見區域圖和時間統計：由弗雷德·埃斯佩纳克做出的日食預報，NASA/GSFC
  - Google互動地圖呈現的日食範圍
  - 貝塞爾元素